# Pandanus ceratostigma
Pandanus ceratostigma är en enhjärtbladig växtart som beskrevs av Ugolino Martelli. Pandanus ceratostigma ingår i släktet Pandanus och familjen Pandanaceae.
Artens utbredningsområde är Vietnam. Inga underarter finns listade.